# 오스트리아 항공
오스트리아 항공(독일어: Österreichische Luftverkehrs AG)은 오스트리아의 항공사로, 본사는 빈에 있다. 메인 공항은 비엔나 국제공항이다. 중부 유럽 및 서부 유럽의 항로를 주로 운영하고 있다.

## 역사
당시 소규모 민간 항공사인 에어 오스트리아와 오스트리아 항공이 합병하면서 1957년 9월 30일에 설립했다. 1958년 3월 31일 운항을 시작해 비엔나에서 출발한 빅커스 비스카운트 779편이 취리히를 거쳐 런던에 도착했다. 1963년 5월 국내 지역에 취항하기 시작했다. 1969년 4월 1일 처음 대서양을 횡단해 운항했다. 2000년 스타얼라이언스에 가입했으며, 그 해 라우다 항공을 인수했다. 2006년 여러 대의 중형 비행기를 처분했다. 이후 장거리 노선 운항을 잠정 중단하거나 취소했다. 그 결과 극동 아시아 지역과 오스트레일리아로 운항하는 항공편이 일시적으로 중단되었고 2007년 1월 상하이행 항공편이 중단되었다. 2009년 루프트한자가 EU 집행위원회의 승인을 받아 인수했다.

## 운항 노선
- 2012년 8월 기준으로 오스트리아 항공은 다음과 같은 노선을 운항하고 있다.

### 코드쉐어 협정
- 오스트리아 항공은 다음과 같은 항공사와 코드쉐어 협정을 체결하고 있다.

| - LOT 폴란드 항공 (스타얼라이언스) - TAP 포르투갈 (스타얼라이언스) - TAROM (스카이팀) - 루프트한자 (스타얼라이언스) - 룩스에어 - 몬테네그로 항공 - 방콕 항공 - 벨라비아 항공 - 브뤼셀 항공 (스타얼라이언스) - 스위스 국제항공 (스타얼라이언스) | - 스칸디나비아 항공 (스카이팀) - 아시아나항공 (스타얼라이언스) - 아틀란티스 유로피안 항공 - 에어 몰타 - 에어발틱 - 에어 인디아 (스타얼라이언스) - 에어 캐나다 (스타얼라이언스) - 에어 프랑스 (스카이팀) - 에티오피아 항공 (스타얼라이언스) - 우크라이나 국제항공 | - 유나이티드 항공 (스타얼라이언스) - 유로윙스 - 이란 항공 - 이집트 항공 (스타얼라이언스) - 전일본공수 (스타얼라이언스) - 조지아 항공 - 중국국제항공 (스타얼라이언스) - 크로아티아 항공 (스타얼라이언스) - 타이 항공 (스타얼라이언스) |  |

## 보유 기종
- 2021년 3월 기준으로 오스트리아 항공은 다음과 같은 기종을 보유하고 있으며 평균 기령은 12.8년이다.[1][2]

## 사진

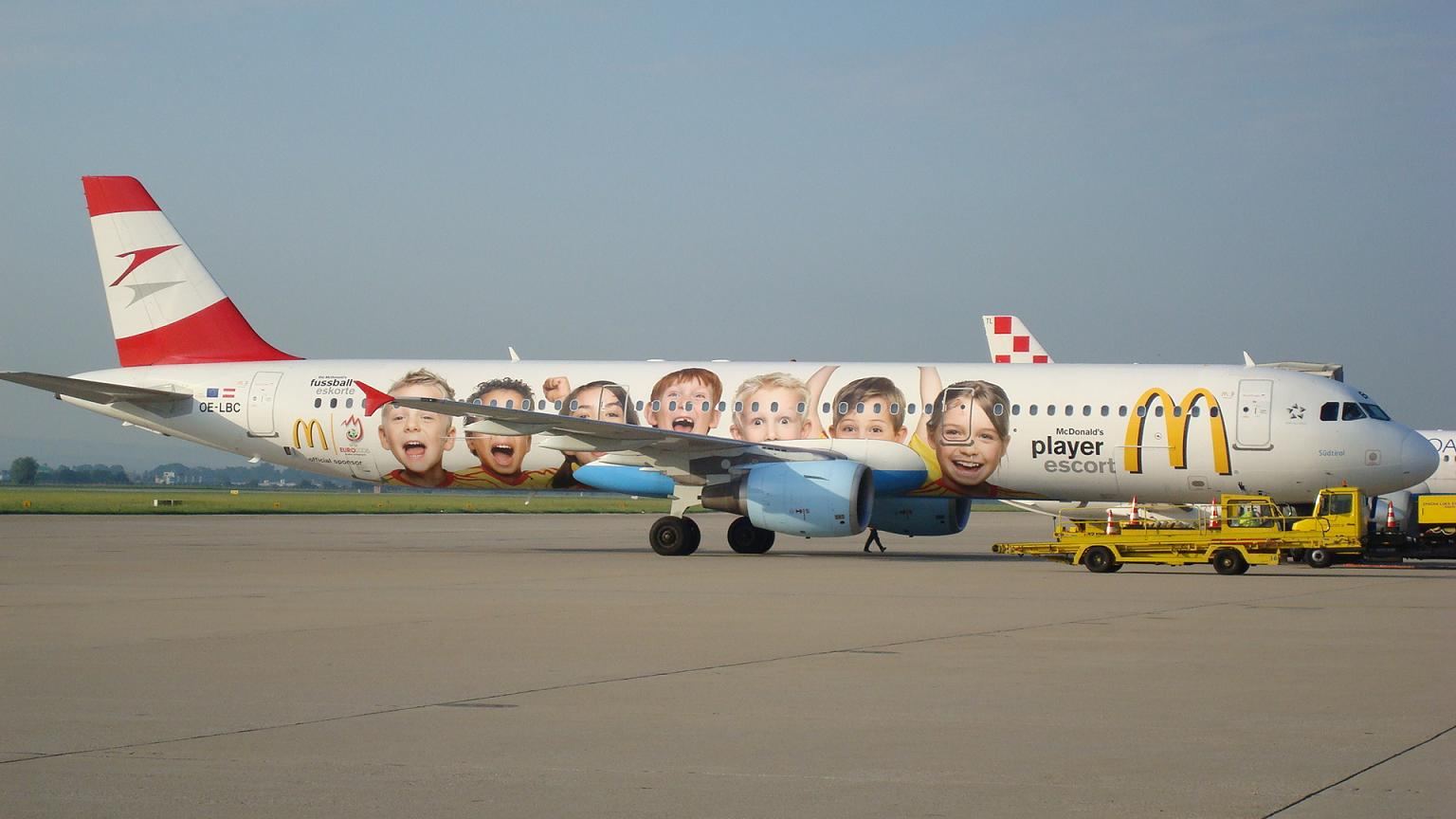
맥도날드도장을 한 오스트리아 항공의 에어버스 A321-100
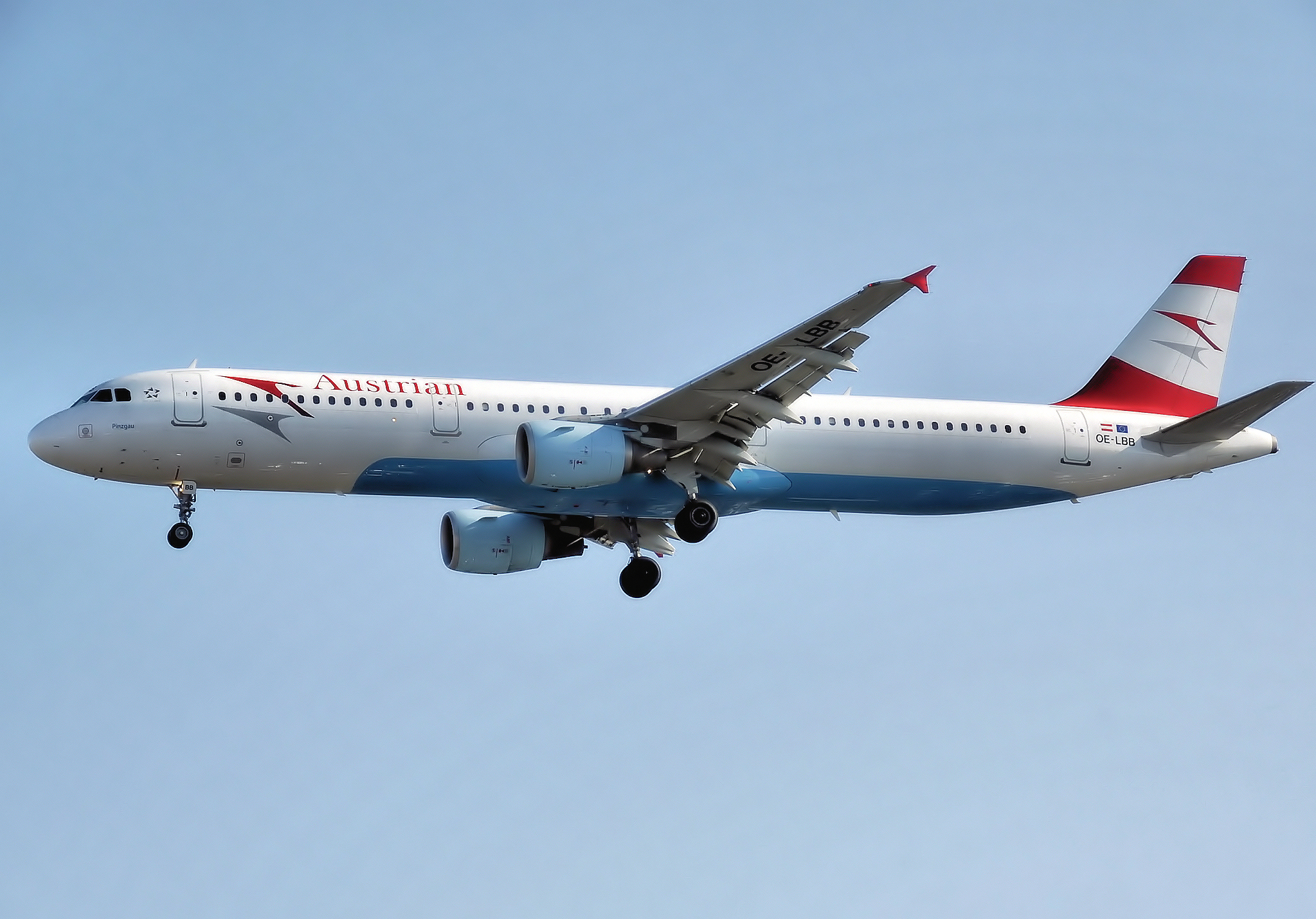
오스트리아 항공의 에어버스 A321-100
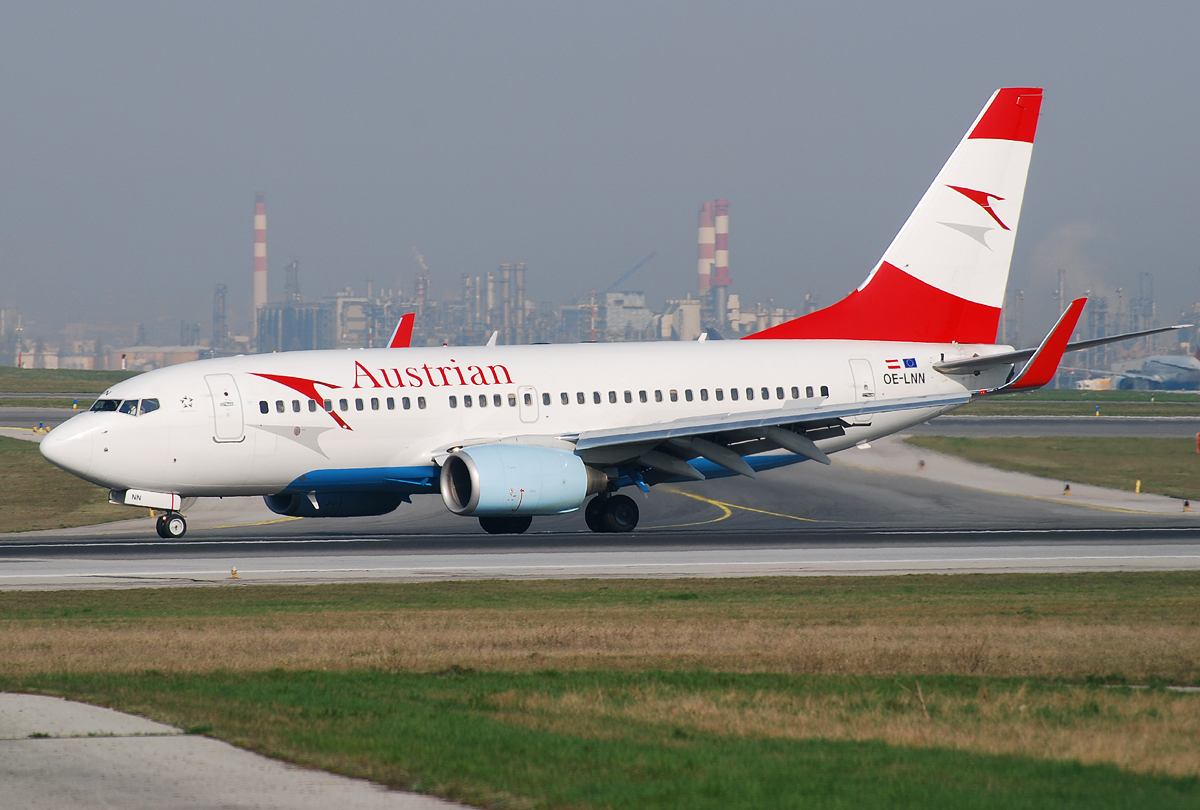
오스트리아 항공의 보잉 737-700
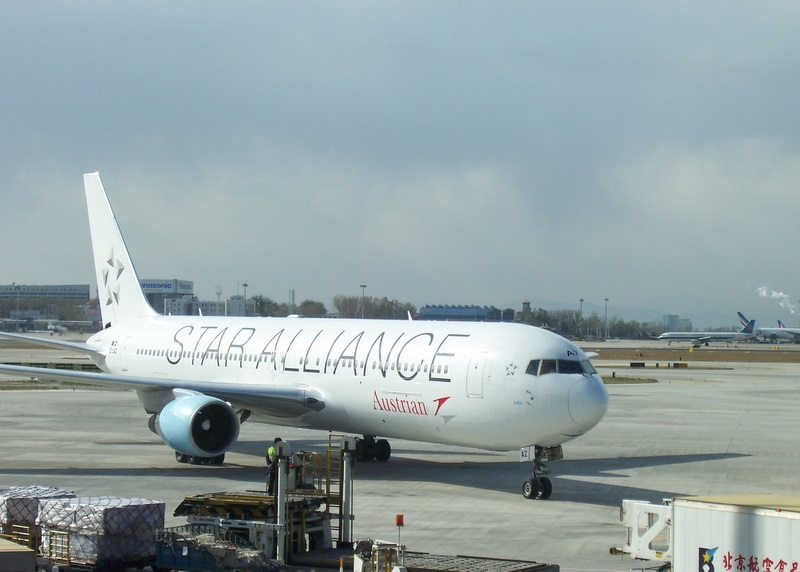
스타얼라이언스 도장을 한 오스트리아 항공의 보잉 767-300ER
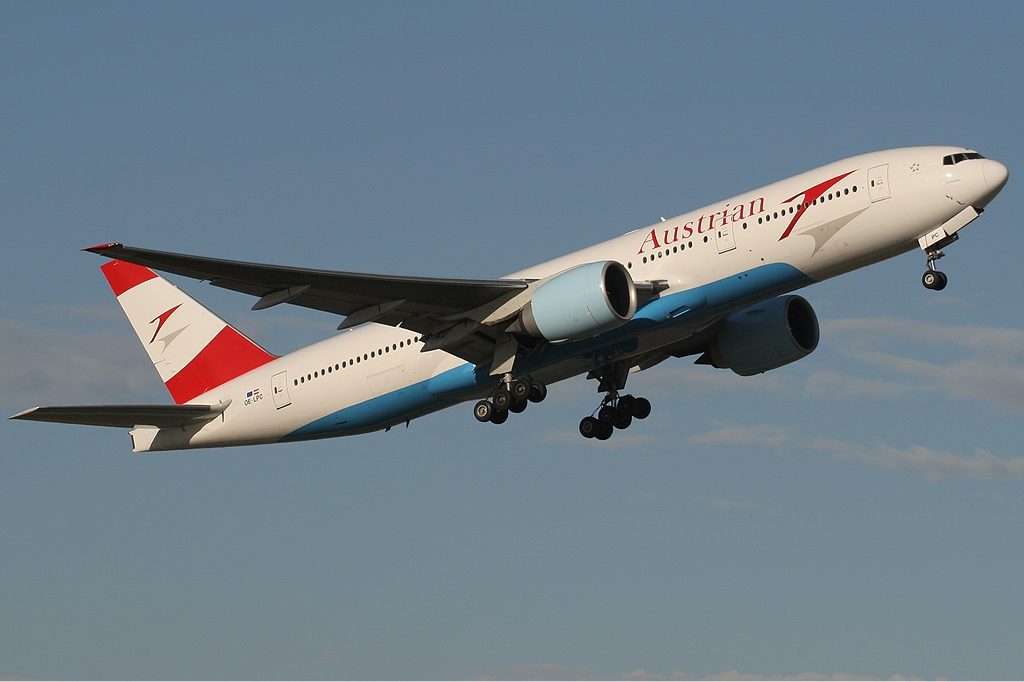
오스트리아 항공의 보잉 777-200ER